# Psicologia de Grupo e a Análise do Ego

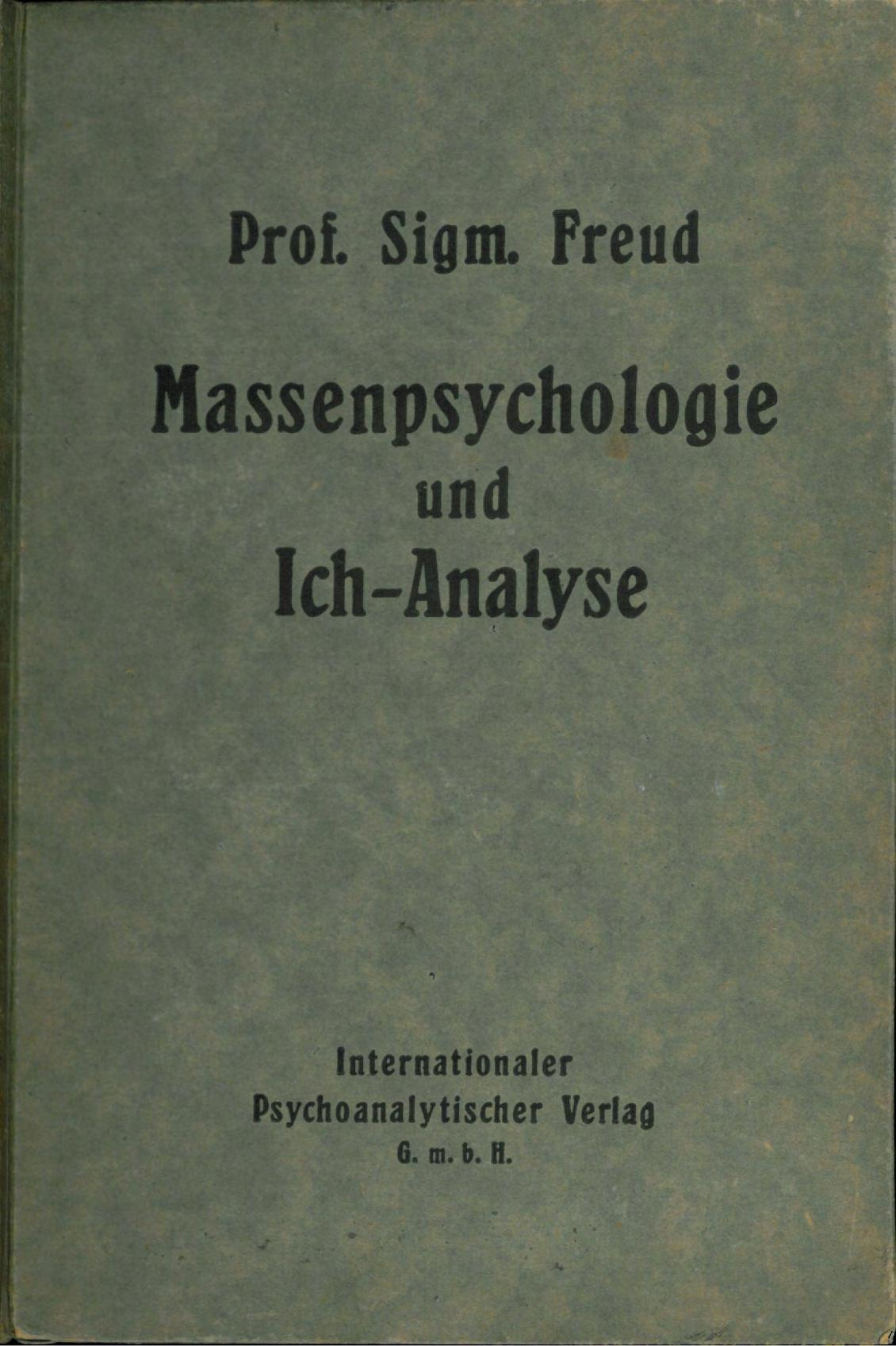
Capa do livro 'Massenpsychologie und Ich-Analyse', escrito por Sigmund Freud.

Psicologia de Grupo e a Análise do Ego (no Brasil, Psicologia das Massas e a Análise do Eu) é um livro de Sigmund Freud (1856–1939) publicado inicialmente em Leipzig, Viena e Zurique (1921), em alemão, com o título de Massenpsychologie Ich-Analyse, sendo logo em seguida traduzido para inglês como Group Psychology and the Analysis of the Ego, por James Strachey.
A distinção entre a psicologia de grupo e das massas ou coletiva, que inclusive faz parte da introdução do livro, é um tema ainda polêmico no âmbito da psicologia social, que para uns limita-se ao estudo do processo grupal ou dinâmica de grupo e para outros se estende à dimensão sociológica do sujeito coletivo (sócio-histórico) ou à concepção de mente grupal (dinâmica de um grupo como sujeito).

## O livro
Dividido em 12 capítulos o livro Psicologia de Grupo ou das Massas e a Análise do Ego inaugura a participação de Freud na insurgente escola de psicologia social, retomando suas anteriores contribuições à antropologia realizada em seu livro “Totem e tabu, alguns pontos de concordância entre a vida dos selvagens e dos neuróticos” publicado em 1913 em diálogo com as sugestões de Carl Gustav Jung (1875–1961) e a Volkerpsychologie (Psicologia dos povos) de Wilhelm Wundt (1832–1920).
Assim subdivide-se o livro:
- I – INTRODUÇÃO
- II - A DESCRIÇÃO DE LE BON DA MENTE GRUPAL
- III - OUTRAS DESCRIÇÕES DA VIDA MENTAL COLETIVA
- IV - SUGESTÃO E LIBIDO
- V - DOIS GRUPOS ARTIFICIAIS: A IGREJA E O EXÉRCITO
- VI - OUTROS PROBLEMAS E LINHAS DE TRABALHO
- VII – IDENTIFICAÇÃO
- VIII - ESTAR AMANDO E HIPNOSE
- IX - O INSTINTO GREGÁRIO
- X - O GRUPO E A HORDA PRIMEVA
- XI - UMA GRADAÇÃO DIFERENCIADORA NO EGO
- XII - PÓS-ESCRITO

Na introdução Freud  apresenta sua proposição, como referido, evidenciando o aparente contraste entre a psicologia individual e a psicologia social salientando a impossibilidade de uma separação entre estes campos. Coloca como possibilidade o entendimento da psicologia individual como se limitando à esfera subjetiva, mais especificamente ao universo do autismo e narcisismo. Segundo Pichon – Riviére,, que dedicou um capítulo do seu livro "O Processo Grupal" ao texto de Freud, na proposição freudiana as relações sociais externas foram internalizadas, o que explica como, vínculos internos que reproduzem no âmbito do ego relações grupais (ecológicas) ou estruturas vinculares que incluem o sujeito e objeto e suas mútuas e permanentes inter-relações dialéticas, evidenciando, a seu ver, que toda psicologia num sentido estrito, é social.
Na descrição de Gustave Le Bon (1841–1931) da mente grupal apesar de adotar e comentar a expressão massa analisando detalhadamente o comportamento humano em grandes grupos amorfos ou multidão, a partir do seu livro “La psychologie des foules” (1895), Freud nos remete aos princípios da determinação do inconsciente e vida instintual destacando a atenção que dá aos processos de sugestão, e influência do líder.
É nos capítulos II e III, a partir das considerações de Le Bon sobre o prestígio adquirido e pessoal dos líderes e posteriores observações sobre o modo como se constitui o Ideal do Ego, a partir dos múltiplos grupos que freqüenta (raça, classe, credo, nacionalidade, etc.)  que traz importante detalhamento explicativo sobre os mecanismos da sugestão e fascinação da hipnose consolidando como objeto a teoria psicanalítica os processos simbólicos em vez dos psicofisiológicos inicialmente previstos na seu “Projeto de uma Psicologia para neurólogos” como pode ser visto na análise que realiza sobre hipnose ao longo dessa obra (em especial nos capítulos VIII, X e XII) 

## Sobre Hipnose
Freud, desde 1888, na resenha da tradução de ‘’De la suggestion et de ses applications à la thérapeutique’’ (Paris: 1886; 2ª ed. 1887). de H. Bernheim  comentava a divisão de opiniões sobre origem do fenômeno hipnótico. Para Bernheim sua origem: é a "sugestão" de uma ideia consciente, que foi introduzida, mediante uma influência externa. Essa ideia atua no cérebro da pessoa hipnotizada como se tivesse surgido espontaneamente, instalando-se assim o estado hipnótico. Bernheim considerava que todas as manifestações hipnóticas seriam fenômenos psíquicos, efeitos de sugestões, mas discorreu sobre a outra corrente que afirmava que o mecanismo, de pelo menos algumas das manifestações do hipnotismo, se baseia em modificações fisiológicas equivalentes à deslocamentos da excitabilidade no sistema nervoso, sem a participação das partes do mesmo que operam com a consciência. Observe-se que essa ideia do deslocamento, até então denominado como “transfert”, posteriormente é empregado por Freud para explicar o trabalho de onírico de produção de sonhos e controle do sono.
Apesar de concordar com as ideias de Bernheim, como é sabido por posteriores publicações, nesse momento Freud ainda contrapõe à proposição deste às evidências da hipnose de animais por imobilização, de bebês e crianças pequenas ao serem ninadas e de manifestações histéricas onde é nítido o fenômeno da “transfert” ocasionando paralisias, agitação, anestesias e contraturas, etc. explicadas por ele como estados hipnóides.  Mesmo assim registra a discrepância das teorias sobre os mecanismos fisiológicos da hipnose que não seguem os padrões de sinais físicos especiais, estabelecidos por Charcot (1825–1893) como a condição de natureza muito marcada (tais como uma extraordinária hiperexcitabilidade neuromuscular, contraturas sonambúlicas) e até mesmo da presenção do sono hipnótico, como observou em seu trabalho com Josef Breuer (1842–1925) ao substituir essa etapa pelo estado de concentração, tal como definiu. 
Foi somente em 1921, neste livro, Psicologia de Grupo e a Análise do Ego que se pronunciou, considerando inadequadas as teorias fisiológicas para compreensão dos fenômenos hipnóticos, em todas as circunstâncias que este se manifesta: condições patológicas, relações de poder nos tabus e rituais de grupos primitivos, comportamento da imitação nas multidões, relação entre amantes, relação entre pais e filhos, etc. Define basicamente a hipnose como um processo de substituição do ideal do ego fornecendo exemplos esclarecedores na formação grupal, condição de estar amando e hipnose como dito.

## Psicanálise/ terapia de grupo
Pode afirmar tranquilamente que esse livro é um textos básicos da psicoterapia e psicanálise de grupo posteriormente desenvolvida por Wilfred Bion (1897–1979) e pelo dissidente da Psicanálise Alfred Adler (1870–1937) somando às contribuições do psicanalista americano Trigant L. Burrow (1875–1950) — autor da expressão “Análise Grupal” — do psiquiatra Paul Schilder (1886–1940), do médico romeno, criador do Psicodrama Jacob Levy Moreno (1889–1974) entre outros. (Rattner, 1977) 
Para Bion a terapia de grupo tanto se refere ao tratamento de um número de indivíduos (três pessoas no mínimo) reunidos para esse fim, como, no esforço planejado para desenvolver atividades cooperativas, contra as quais manifestam-se as forças do inconsciente  Ainda segundo esse autor grupos sempre representam os conflitos da família primal nos processos de: (1) dependência, (2) fuga e luta ou (3) construção de alianças (pares).
Sem dúvida é nesse livro de Freud, quando retoma as questões das conjecturas de Darwin (1809–1882), sobre a horda primeva, apresentado inicialmente no quarto ensaio de seu livro Totem e Tabu (1913–1914) que se estabelece as questões da organização das pulsões do inconsciente e vida instintual consolidando as hipóteses do complexo de Édipo tanto no ponto de vista da antropologia como da clínica psicanalítica, tanto individual como, a partir de então, de grupos. 